# 동구권으로부터의 탈주
제2차 세계 대전 이후 소련과 중앙유럽, 동유럽의 여러 위성국은 이민 제한 조치를 취했다. 대부분의 국가에서는 합법적인 이민을 가족의 재결합이나 소수민족 사람이 고국으로 돌아갈 때만 허가를 통해 이주할 수 있도록 극도로 이동의 자유를 제약했다.
동구권 정부는 두뇌 유출을 막기 위해 이민을 엄격하게 제한해야 한다고 주장했다. 미국과 서유럽 정부는 이런 이민 제한이 인권 침해에 해당한다고 주장했다. 하지만 동구권의 엄격한 이민 제한 조치에도 동구권 사람들의 서방으로의 탈주가 계속되었다.
동독과 서독이 각 구역 간 점령지 경계선의 방비를 강화하자 동베를린과 서베를린 사이의 도시 경계가 이민이 자유롭게 일어날 수 있는 허점지대로 남았다. 하지만 이 경계는 1961년 8월 베를린 장벽의 건설로 폐쇄되었다. 이후 발생한 동구권의 이주와 탈주는 사실상 불법 이민, 양국간 협정에 따른 민족 이주와 같은 매우 소수의 사례로만 제한되었다.

## 배경

### 초기 소련의 이민 제한 정책

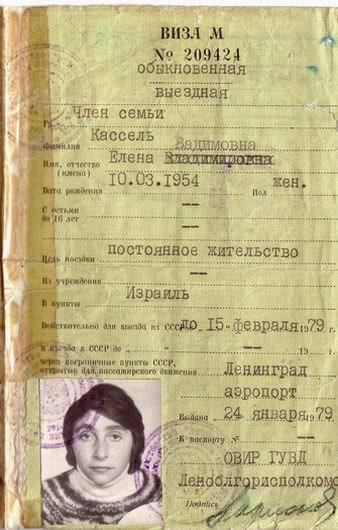
소련에서 발급한 제2형 출국비자의 모습. 사진에서 발급된 여권의 출국 사유는 영구 이민 이유로 발급되었다.

러시아의 볼셰비키 운동이 초기에 내세운 여러 주장에서는 "여권 폐지"에 대한 요구도 포함되어 있었지만, 1917년 러시아 혁명 이후 불과 2달만에 신정권은 여권을 통한 통제정책을 실시하고 전투원이 될 수 있는 국민의 출국을 금지했다. 부분적으로는 이민이 사회주의 국가에 반대한다는 입장 표명과 같았고 이민이 반정부 세력의 병력을 부풀릴 수 있다는 두려움 때문이었다. 1918년 브레스트-리토프스크 조약에서 러시아는 독일 시민권을 원하는 비러시아인의 이민을 허용해야 했지만 러시아 신정부는 딱 한달간만 허용하여 이민 흐름을 막아보러 했다. 1919년 초부터 해외여행은 내무인민위원부(NKVD)의 승인을 받아야 했고, 1920년에는 체카 특수부의 추가 허가도 있어야 해외여행이 가능해졌다. 1922년 소련 수립 조약 수립 이후 우크라이나 SSR과 러시아 SFSR은 사실상 모든 종류의 출국을 금지하는 여행제한령을 발표하여 합법적인 이민을 사실상 원천봉쇄했다. 하지만 소련은 국가정치총국(GPU) 특수부대를 통해 국경 경비 체계를 국경을 제대로 통제할 수 없었고 체계가 완비된 1928년부터는 불법 출국조차 거의 불가능해졌다.
1929년에는 이보다도 더욱 엄격한 통제 정책이 시행되어 해외에 근무하는 소련 공무원이 "노동자와 농민 계급의 적의 진영"으로 넘어가 귀환을 거부한다면 체포된 지 24시간 내에 처형해야 한다는 법률을 도입했다. 1932년에는 이오시프 스탈린의 제1차 국민경제 5개년 계획에 따라 부족한 주택을 할당하고 '비생산적인' 요소를 제거하기 위해 집산화가 강제되면서 국내여권을 통한 통제정책이 도입되었다. 이 규칙은 각각의 도시별 프로피스카 정책(거주권역 제한정책) 허가령 및 101 km 규칙이라고 부르는 여행의 자유 제한 정책이랑 합쳐지면서 작은 지역 내에서도 자유롭게 돌아다닐 수 있는 곳이 크게 제한되었다. 1936년 소련 헌법이 제정되었을 시점에는 극히 제한적인 가족 재결합과 일부 강제추방을 제외하고선 사실상 합법적인 이민은 존재하지 않았다. 극소수의 사람들이 루마니아, 이란, 만주 지방으로 몰래 넘어갔지만 절대다수의 소련인은 소련 국내에 완전히 잡혀 살고 있었다. 《모스코브스카야 프라우다》는 이민을 결정하는 것은 "부자연스럽고 누군가를 산매장하는 것과 같다"고 말했다. 소련을 떠나러는 사람은 탈주자일 뿐만 아니라 국가의 반역자로 간주되었다.
소련에서 노동 동원은 당시 상대적으로 낮은 생활 수준에서 이민이 선택지에 남아 있었다면 불가능했을 것으로 여겨진다. 소련의 정부수반이었던 니키타 흐루쇼프는 나중에 이민에 대해 "우리는 정말 무서웠다. 해빙으로 통제할 수 없는 홍수가 발생하여 우리가 익사할 수 있다는 것이 무서웠다. 어떻게 우릴 죽일 수 있었을까? 소련이라는 강변의 강둑을 넘는 해일이 일어나 사회의 모든 장벽과 방벽을 전부 쓸어버릴 수도 있었다."라고 말했다.
소련에서의 생활에 대한 비밀을 유지하는 방책으로도 이민 제한이 이용되었다. 1935년부터 이오시프 스탈린은 소비에트 사회주의 공화국을 향한 외부인의 접근을 차단했으며, 1953년 사망할 때까지 외국인의 소련 내 여행을 사실상 금지시켜 외부인은 소련 내에서 벌어지는 정치적 상황을 알지 못했다. 이 기간과 스탈린이 사망한 지 25년 정도가 지난 1970년대 후반까지 소련 내에서도 이동이 허가된 외국인 외교관과 외국 특파원조차 보통 모스크바에서 수 km 이내로 여행이 제한되었으며, 그들의 전화는 도청되었고 거주지는 외국인 전용 거주구역으로 제한되었으며 소련 정부의 지속적인 추적도 받았다. 이런 외국인에게 접근한 반정부 인사는 체포되었다. 제2차 세계 대전 이후 수 년 동안 소련 내 정보에 가장 밝은 외국인도 체포되었거나 처형된 소련인의 수나 소련 경제의 상황에 대해 제대로 알지 못했다.

### 동구권의 형성

중앙유럽에 형성된 동구권의 모습.

1917년 러시아 혁명 이후 볼셰비키가 러시아의 권력을 장악했다. 이어진 적백내전에서 1919년 붉은 군대가 민스크에 진주하자 벨라루스 지역은 벨라루스 사회주의 소비에트 공화국 수립을 선포했다. 분쟁 종결 이후인 1920년에는 벨로루시 소비에트 사회주의 공화국이 수립되었다. 우크라이나가 폴란드-우크라이나 전쟁에서 패배하고 1921년 3월 소비에트-폴란드 전쟁의 종전 협정인 리가 조약이 수립되자 소련이 점령한 중앙 및 동부 우크라이나 영토에 우크라이나 소비에트 사회주의 공화국이 수립되었다. 1922년에는 러시아 SFSR, 우크라이나 SSR, 벨라루스 SSR, 자캅카스 SFSR이 소련 수립 조약을 맺어 소련이라는 하나의 연방 아래 합쳐졌다.
제2차 세계 대전이 끝나가자 소련은 독일-소련 불가침 조약 시기 나치 독일이 소련의 영향권으로 인정했던 여러 국가들을 소련의 공화국으로 흡수합병하며 동구권을 형성하기 시작했다.
이렇게 소련으로 합병된 영토에는 폴란드 동부(3개 SSR이 나눠 합병), 라트비아(라트비아 SSR이 됨), 에스토니아(에스토니아 SSR이 됨), 리투아니아(리투아니아 SSR이 됨), 핀란드 동부 일부(카렐리야 SSR이 되었다가 러시아 SFSR로 합병), 루마니아 북부와 베사라비아(몰도바 SSR이 됨)이 있다. 1945년까지 소련에 병합된 국가는 총 465,000 km²의 영토로 서독, 동독, 오스트리아를 합친 면적보다 약간 더 넓었다.
그 외 국가는 소련의 위성국이 되었다. 유럽 내 위성국으로는 폴란드 인민공화국, 헝가리 인민공화국, 체코슬로바키아 사회주의 공화국, 루마니아 인민공화국, 알바니아 인민공화국, 소련의 독일 점령 영토에서 수립된 동독이 있다. 유고슬라비아 사회주의 연방공화국도 동구권의 일부로 간주되었으나 1948년 티토-스탈린 결렬로 유고슬라비아가 분리된 이후 비동맹 운동 조직으로 떨어져나갔다.

### 동구권의 상황

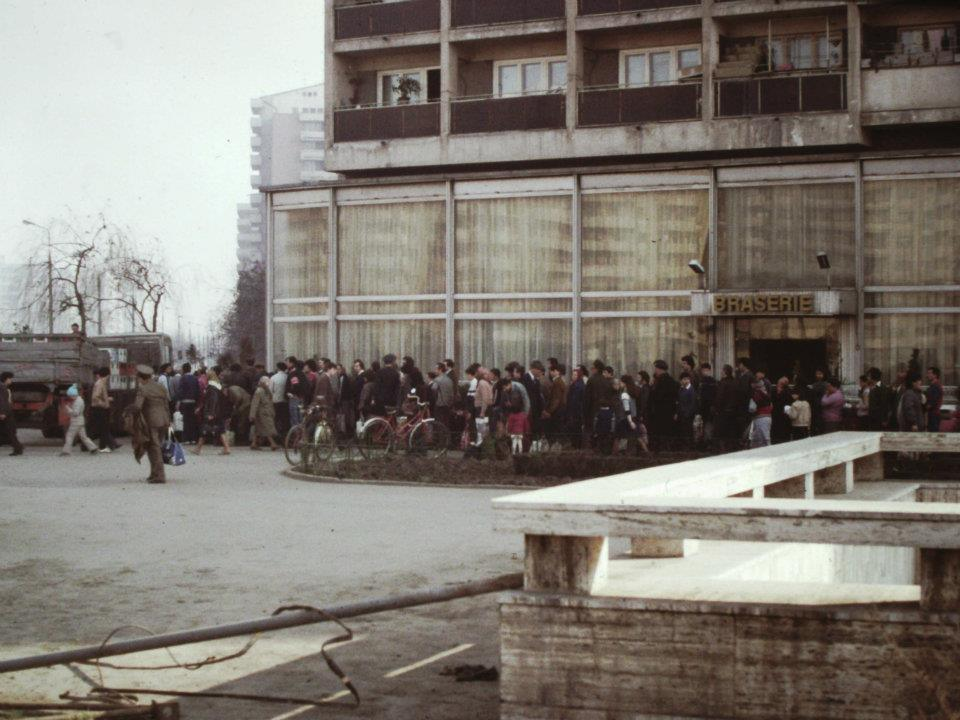
1986년 5월, 루마니아 부쿠레슈티에서 식용유를 배급받기 위해 시민들이 긴 줄을 서 있는 모습.

동구권 전역에서 소련과 동구권 나머지 모두 내에서 러시아 SFSR이 가장 높은 대접을 받았는데 이를 흔히 "최선도국"(naibolee vydajuščajasja nacija)과 "지도국민"(rukovodjaščij narod)이라고 불렀다. 소련은 러시아를 향한 존경심과 경외감을 고취하고 동구권 내 타 국가에서 소비에트 공산주의적 구조계층을 건설했다.
동구권에서 구현된 공산주의의 특징은 사회와 경제에서 국가가 독특한 방법으로 공생한다는 것이었는데 이 결과 정치와 경제가 자율적이고 구별 가능한 영역을 보여주는 여러 고유한 특징을 잃어버렸다. 처음 스탈린은 시장 경제, 민주적 통치(소련식 용어로 "부르주아적 민주주의"라 함), 국가의 직접적인 개입을 거부하는 등의 특성을 가진 서방의 제도 특성을 가진 체계를 거부했다. 소련의 사유재산의 몰수와 국유화를 의무화했다.
동구권에서 나타난 소련식의 "복제 정권"은 소련의 감제고지 확보식 경제를 재현했을 뿐 아니라 실제적, 잠재적 반정부 세력을 억압하기 위해 이오시프 스탈린이 사용한 여러 잔인한 방법과 소비에트식 비밀경찰도 도입했다. 동구권의 공산주의 정권은 소수의 반정부 지식인 세력도 공산주의 정권의 근간이 되는 기반 때문에 잠재적인 위협 대상이라고 봤다. 반체제 및 반정부 인사의 탄압은 동구권 내 공산주의 정권의 유지를 위한 필수적인 전제조건이었지만 그 탄압 정도는 동구권 전역에서 각 국가나 시기에 따라 조금씩 달랐다.
또한 동구권의 언론은 국가기관으로 전적으로 집권중인 공산당에만 의존했으며 라디오나 텔레비전은 국영으로 운영되었고, 신문 같은 인쇄매체는 주로 집권중인 공산당이 소유했던 정치단체가 소유하고 있었다. 게다가 동구권은 중앙의 계획가들이 잘못된 경제 개발 정책을 펼쳐 집중적인 개발보다는 분산된 광범위한 개발을 걸어 서유럽 국가와 비교하면 1인당 국내총생산이 훨씬 뒤쳐졌다. 동독에서도 상점의 빈 진열대가 웅장하고 멈추지 않는 경제 성장이라는 프로파간다의 부정확성을 공개적으로 보여준 하나의 예시가 되었다.

## 역사

### 동구권의 독일인 도피 및 추방

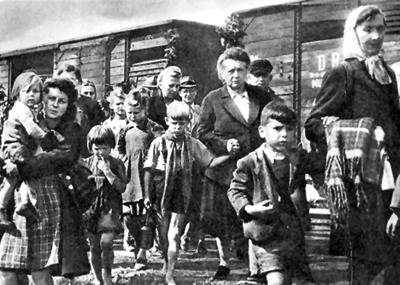
제2차 세계 대전 전후 주데텐 독일인이 추방되는 모습.

제2차 세계 대전이 끝나고 나서 뒤이어 민족독일인 또는 국가독일인 1,200만명 이상이 도피하거나 추방되었고 바바라 마셜은 동구권에서 도피하거나 추방된 독일 민족의 사람 수는 1,500만명이 넘을 것이라 추산했다.:6 대부분 동구권의 소련 점령 지역 안팎에서 일어났으며 이 독일인 민족이동은 현대 역사상 가장 거대한 유럽인의 인구이동으로 기록되었다. 독일인의 추방 결정은 제2차 세계 대전 종전 이전 연합국 사이에서 합의되었다. 도피와 추방 과정에서 대략 2백만명이 사망했으며 이 중 40만명에서 60만명이 물리적 충돌로 사망했다. 사상자의 거의 대부분이 1944년에서 1948년 사이에 발생했다. 총 사상자수에는 붉은 군대가 독일계 거주 지역으로 진군할 때 전선 지역에서 발생한 상당수의 독일인 피난도 포함되어 있다. 이들 중 대부분은 소련군이 강간 및 기타 범죄를 저지르는 등 독일 민간인을 보복할 것이라는 걸 알고 있었다. 또한 네메스도르프 학살와 같은 잔학 행위를 나치 독일의 선전부가 과장하고 소문을 만들어내는 등 공포감을 더욱 부추겼다.

### 전후 자유 이민
제2차 세계 대전 말 소련이 점령한 동유럽 지역의 주민들 대다수는 독립을 열망했다. 동유럽에서 수백만명의 독일인이 도피하거나 추방되는 동안 4백만명 가량의 독일인은 소련군의 진격에서 떠나지 못했거나 스탈린의 독일인 정책으로 소련의 외딴 지역에 강제 이주되었다.:8
제2차 세계 대전 종전 직후부터 1950년 이전까지 5년간 소련이 점령한 동유럽 지역에서 서쪽으로 약 1,500만명 이상의 이민자가 이주했다. 1950년대 초까진 독일 점령 지역 사이의 경계선을 쉽게 넘나들 수 있었다. 이 경로를 이용하여 서독으로 정치적 망명을 신청한 동유럽인의 수는 1950년 197,000명, 1951년 165,000명, 1952년 182,000명, 1953년 331,000명이다. 1953년에 망명자가 급격하게 증가한 이유는 이오시프 스탈린이 1952년 말에서 1953년 초 사이에 편집증적인 소비에트화 정책의 강화 가능성에 두려움이 퍼졌기 때문이다. 1953년 6월까지 총 226,000명이 망명했다. 서독의 자원과 공간 부족으로 1952년 트루먼의 요청에 따라 미국은 미국 망명자 프로그램(USEP)의 재정착 입국 쿼터를 늘렸다. 1956년 헝가리 혁명 이후 헝가리 난민 171,000명이 오스트리아 국경을 월경했고, 20,000명이 유고슬라비아로 망명했다.
1948년 세계 인권 선언 제정 토론에서 소련은 "모든 사람은 자국을 포함하여 어떠한 나라를 떠날 권리와 또한 자국으로 돌아올 권리를 가진다."라는 문구 삽입에 반대했다. 소련은 이를 "이민을 부추길 것"이라고 주장하면서 문구에 "해당 국가의 법률에 규정된 절차에 따라"라는 문구를 추가해달라고 요구했으며 폴란드와 사우디아라비아만 이를 찬성하여 결국 해당 추가문구는 삽입되지 않았다.

### 국경 통과 제한 강화

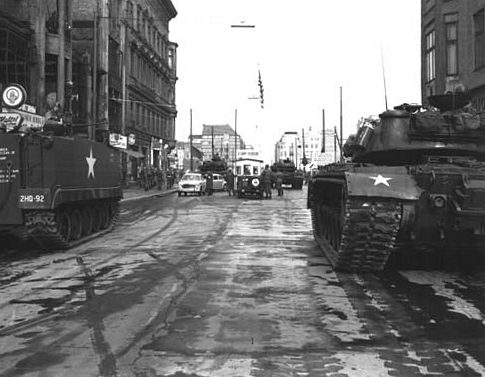
1961년 체크포인트 찰리에서 서로 마주보고 있는 영국군과 소련군의 전차.

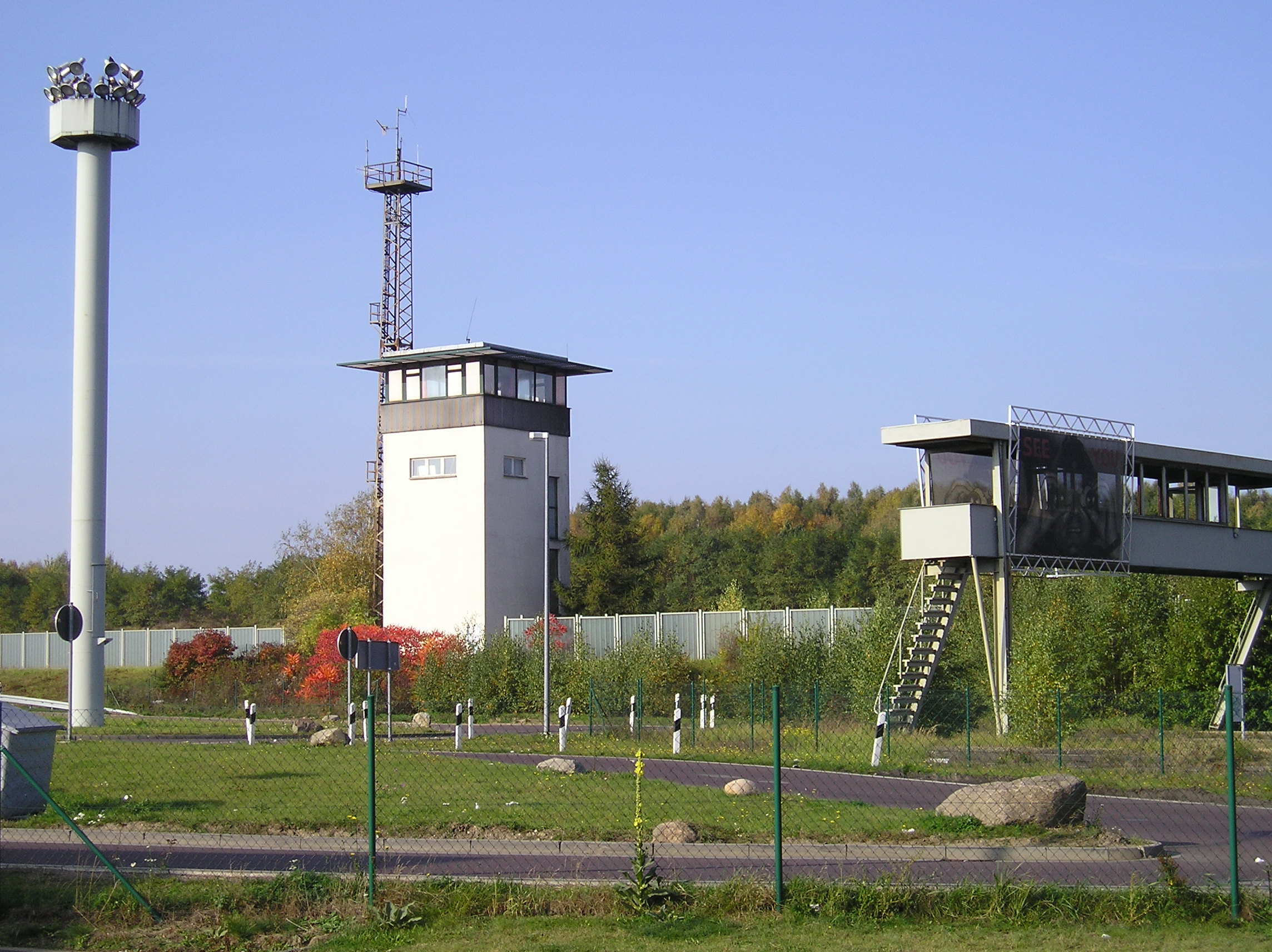
헬름슈테트-마린보른 국경 검문소의 장벽과 감시탑의 모습.

1952년까지 소련이 점령한 동독과 서방 연합국이 점령한 서독 사이 경계선을 대부분의 지역에서 쉽게 넘나들 수 있었다. 즉 1961년까지는 대부분의 동서간 인구 이동이 동독과 서독 사이에서 이루어졌다. 1961년 이전까지 동독인 350만명 이상이 서독으로 이민을 갔으며 1950년대(1950-1959년) 사이 중앙유럽과 동유럽의 전체 이민자 400만명에서 대부분을 차지했다. 국경을 넘는 사람들이 점점 늘어나면서 소련은 자신의 점령 지역의 국경지역에 더욱 엄격한 국경 통제를 시작했다. 1955년에는 소련이 베를린의 민간인 접근 통제권을 동독 정부로 이전하는 법을 통과시켰으며, 이는 공식적으로 소련이 이민 문제의 책임에서 물러나고 서방에서 인정하지 않는 정권에게 통제권을 이양했다는 뜻이었다. 당시 많은 동독인들이 '방문'을 가장하여 탈주를 하자 새롭게 수립된 동독 정부는 1956년 서방으로의 모든 여행을 사실상 금지시켰다. 동독 주재 소련 대사인 미하일 페르부힌은 "베를린에 사회주의 세계와 자본주의 세계 사이에 개방적이고 본질적으로 통제되지 않은 국경이 존재한다는 것은 무의식적으로 시민들이 도시의 두 부분을 서로 비교하도록 유도하며, 이는 불행히도 항상 민주 (동)베를린에 유리한 건 아니다"라고 말했다.
냉전 기간 동구권에서 시행된 여행 제한으로 대부분의 동서 이주가 중단되었으며, 1950년에서 1990년까지 동에서 서로의 이민자수는 1,330만명이다. 1950년대 초까지 소련의 민족 이동 통제 방식은 중국, 북한, 몽골과 대부분의 동구권 국가가 모방했으며, 이 국가에는 이주를 막는 아주 엄격한 제한 법률이 세워졌다.:8 헝가리의 한 경제학자는 "타국과 마찬가지로 사회주의 국가도 자국 사회를 희생하여 훈련된 전문가들이 타국을 부유하게 사용되는 것을 막으러는 의도가 분명했다."라고 말했다. 동유럽의 대변인은 이민자들이 미숙한 언어와 문화 대비가 되어 있지 않아 고통받지 않게 하기 위해 막는 것이라고 주장했다. 또한 이들은 사회주의 국가는 훈련과 교육에 보조금 투입을 포함하여 출생부터 보살핌을 제공하며 각 개인들에게 엄청난 빚을 졌다며 따라서 국가가 투자금을 회수할 권리를 가지고 있기 때문에 일종의 '교육세' 차원에서 이민 규제를 둬야 한다고 주장했다. 이민 개방 정책은 일종의 "두뇌 유출"을 일으켜 국가가 다른 경제적 우선순위에 대가를 치르면서 임금 구조를 재조정해야 할 것이라고 주장했다. 불가리아와 루마니아 대표단은 오랜 기간 서구의 급여를 따라갈 능력이 없으며 이민 제한이 없으면 "아프리카처럼 (착취당할) 것이다"라고 말했다. 이런 이민 제한은 소련보다 경제적으로 더 발전하고 개방적이었던 일부 동구권 국가들, 특히 이전에 동독과 서독 사이에는 경계가 없었던 독일에서는 국경을 넘나드는게 더 자연스러워 보였던 일부 동구권 국가는 난처한 입장에 처했다.

### 동베를린에서의 자유로운 이민
1952년 공식적으로 독일 내 국경이 폐쇄되면서 4개국 점령군이 공동으로 관리하던 베를린 도시 내 경계지역만 나머지 경계보다 더 넘나들기 쉬워졌다. 따라서 이 시기부터는 동독인이 서방으로 넘나드는 통로로 베를린을 사용했다. 동독 정부는 1957년 12월 11일 새로운 여권법을 도입하여 동독을 떠나는 전체적인 이민자수를 줄였으며 반면 서베를린을 향해 떠나는 이민자수는 60%에서 1958년 말 90%까지 대폭 증가했다. 실제로 동베를린을 떠나다 걸린 사람들은 무거운 처벌을 받았지만 이 당시에는 물리적 장벽이 없었으며 서베를린으로 가는 지하철도 있었기 때문에 이 조치는 무용지물이었다. 따라서 본질적으로 베를린에는 동구권 시민들이 탈주할 수 있는 '허점'으로 남아 있었다. 1961년까지 탈주한 동독인 350만명은 전체 동독 인구의 약 20%에 달했다.

### "두뇌 유출"
서방으로 향하는 탈주자들은 대부분 젊고 교육 수준이 높았기 때문에 동독 관료들이 우려했던 "두뇌 유출"로 이어졌다. 소련 공산당과 사회주의 국가들의 공산당 및 노동자당 사이 관계를 조율하던 소련 공산당 국장인 유리 안드로포프는 1958년 8월 28일 중앙위원회에 탈주자 중 동독의 인텔리겐치아의 수가 50% 이상 증가했다는 긴급 서한을 보냈다. 안드로포프는 동독 지도부가 이들이 경제적 이유로 떠난 것이라고 말했지만, 탈주자들의 증언에 따르면 이들은 물질적이기보다는 정치적 이유로 망명을 떠났다고 말했다. 안드로포프는 "인텔리겐치아의 탈주가 매우 심각한 단계에 도달했다"고 말했다. 독일 사회주의통일당의 당수인 발터 울브리히트는 이를 단순히 "두뇌 유출" 문제일 뿐 아니라 서베를린에서 근무하는 동베를린 노동자 5만명의 그렌츠겡거 문제로도 바라보았다. 집산화 정책 이후 불만을 품은 농촌 사람들도 부농 1/3 가량을 포함한 수천명이 서방으로 탈주하면서 동독의 경작지 10% 이상이 휴경지로 방치되었고 식량 부족 사태도 발생했다. 남은 농민들도 고정된 국가의 조달가격이 거의 이익을 남기지 않았으며 눈에 띄는 정도의 많은 생산은 집단 혹은 국가농장에 곧바로 넘겨졌기 때문에 자신의 필요 이상의 생산 자체를 매우 꺼려했다. 탈주는 결핍경제라고 부르는 기존의 상품 및 서비스 부족 현상을 심화시켰다.
1960년까지 제2차 세계 대전과 대규모 서방 이주가 합쳐져 동독은 전쟁 이전 70.5%와 비교하여 전체 중 노동 가능 인구가 61%로 급감했다. 특히 탈주 비중이 기술자, 엔지니어, 의사, 교사, 변호사, 숙련공과 같은 전문직의 손실이 불균형적으로 더 쏠렸다. 인력 손실로 인한 직접적인 비용은 70억 달러에서 90억 달러로 추정되었으며, 동독 지도자 발터 울브리히트는 나중에 서독은 인력 손실과 배상금을 포함하여 총 170억 달러를 빚지고 있다고 주장했다. 또한 동독의 청년 인구 유출로 교육투자에도 손실이 발생해 총 225억 마르크 이상의 손실을 입었다. 전문직의 두뇌 유출은 소련의 최전선에서 싸워야 하는 동독의 정치적 신뢰도와 경제적 생존력에도 큰 타격을 입었다. 동시에 동독 내의 반러 민족주의 세력과 반정부 세력이 서방으로 탈주하면서 사라지는 등 동독 정권에 탈주로 인한 긍정적 효과도 있었으며, 이는 헝가리, 폴란드, 체코슬로바키아에서 나타났던 소요사태를 피하는 데 일부 영향을 주었다.

### 베를린 장벽의 건설

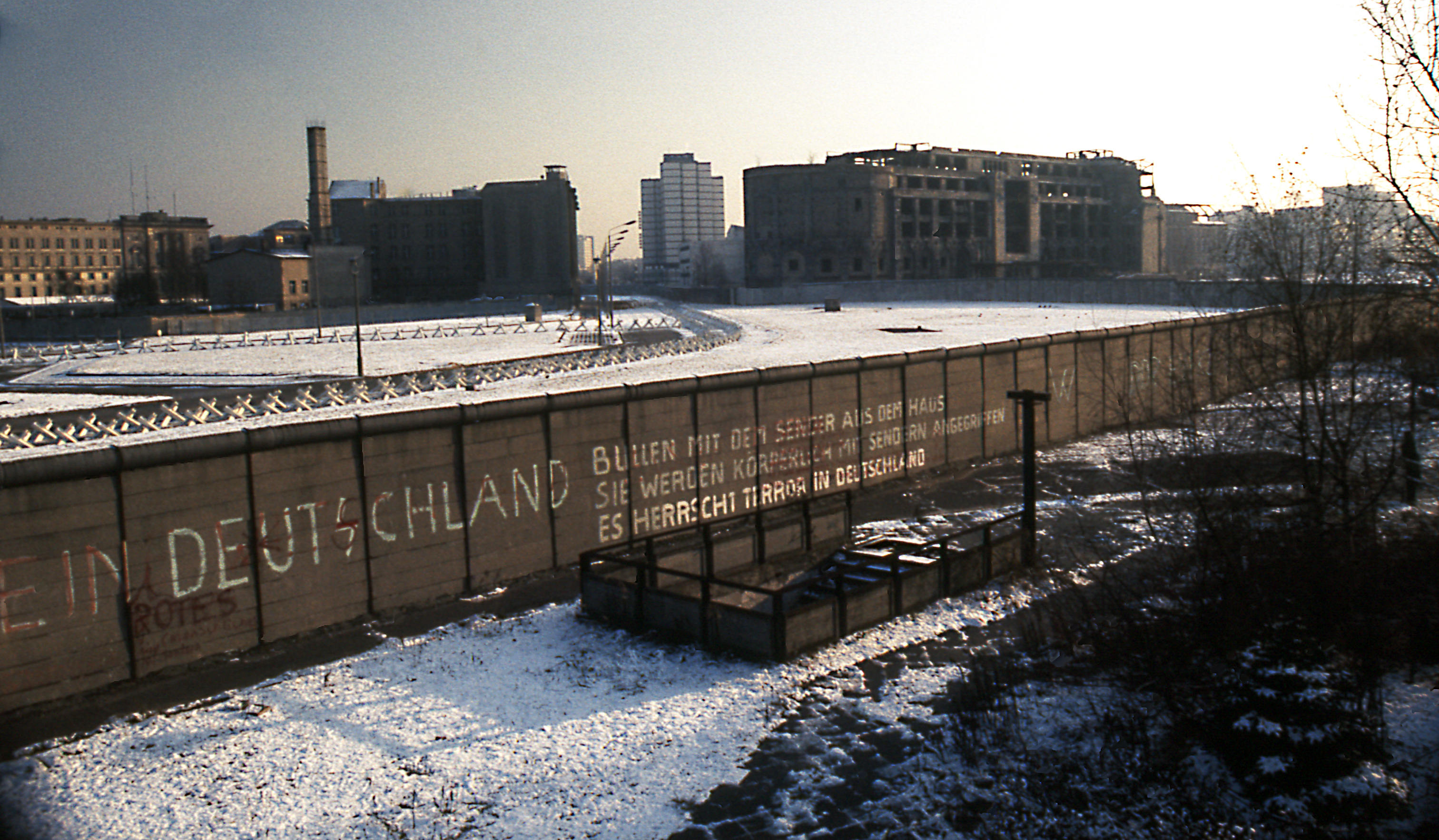
1975년 11월의 베를린 장벽 모습.

독일 국경의 경비가 강화되었지만 베를린을 통한 동에서 서로의 탈주자수는 1949년 144,000명, 1960년 199,000명, 1961년 첫 7개월간은 207,000명으로 폭증했다. 동독에서는 한 마을 전체에 의사가 한 명도 없거나 농작물이 수확되지 않고 55세의 노인이 노면전차를 운전하는 등 질서정연한 계획이 사실상 불가능해졌다. 동독 경제는 붕괴 직전에 처했다. 베를린에서 시민들에게 장벽 건설과 같은 극단적인 행동에 대한 두려움이 퍼지자 1961년 7월 15일 발터 울브리히트는 드물게 기자회견을 열어 "그 누구도 장벽을 건설하겠다는 사람이 없다"라고 말했지만 "(인력) 유출은 막아야 한다"라고도 덧붙였다. 울브리히트는 "서베를린의 소위 난민수용소(서베를린에서 서독으로 가는 도중에 난민을 처리하던 임시수용소)가 폐쇄될 것이란건 두말할 필요도 없다"라고 말했다.
1961년 8월 13일 동독 정부는 동베를린과 서베를린을 분리하는 일종의 베를린 장벽의 시초가 되는 철조망선을 깔았다. 이틀 후에는 경찰과 육군공병대가 영구적으로 유지할 수 있는 콘크리트 장벽을 세우기 시작했다. 장벽 건설은 잠시간 군사적 위기에 대한 두려움을 불러일으켰지만, 베를린에는 서방 군대가 11,000명만 있었으며 그에 반해 주변 동독 지역에 배치된 소련군은 50만명이 넘었다. 베를린 장벽의 완공으로 철의 장막에 있던 가장 큰 허점이 완전히 막혔다. 분단 독일의 분단된 수도가 완전히 단절되면서 미승인 동서간 이주가 제일 쉬운 곳이었던 10년간의 왕래가 결국 단절되었다. 장벽은 길이 1,340 km에 일부 지역에서는 폭 약 5.6 km의 넓은 폭을 가지고 있었으며, 탈출 시도를 늦추고 탈출자를 쉽게 보이게 하며 지뢰밭도 만들기 위해 쟁기질이 되어 풀이 자라지 않는 "죽음의 띠"를 따라 이어진 높은 철망 울타리도 갖추고 있었다.

### 이후의 제한과 협정
베를린 장벽이 건설된 1961년 이후 1989년까지 장벽을 넘어 탈주한 사람은 5천명에 불과했다. 결국 장벽 건설 이후 중앙유럽과 동유럽에서 넘어온 총 순이민자는 1960년대(1960-1969년)에 190만명, 1970년대(1970-1979년)에 110만명으로 더욱 감소했다. 1980년대(1980-1989년)에는 1980년대 중반 미하일 고르바초프의 집권 이후 민족이주가 완화되면서 230만명으로 다시 증가했다. 1950년에서 1990년까지 동구권 국가에서 이민온 사람들의 75% 이상이 양자간 협정에 따른 일종의 '민족이주'로, 불가리아(튀르키예 민족과 기타 무슬림), 폴란드(독일계, 헝가리계, 유대계 민족), 루마니아(독일계, 유대계 민족), 유고슬라비아(튀르키예 민족과 기타 무슬림)과 같은 종교적, 민족적 소수자의 이민이 대부분을 차지했다. 이 기간 탈주가 가능했던 소련인의 대부분은 1970년대 일련의 갑작스러운 탈주 사건 이후 매우 제한된 민족이주를 개방하여 이스라엘로 이민을 허용받은 소수의 유대인이다. 이민자의 약 10%는 1951년 제네바 협약에 따라 합의된 난민이다. 동구권 국가의 전체 탈주자는 아래 표와 같다.
알바니아의 엄격한 국경 방어 태세로 이주가 거의 허용되지 않았으며, 동독의 거의 모든 이민자수도 베를린 장벽이 세워지기 전에 이뤄진 수이다. 동독과 서독의 문화적 친화성과 함께 동독 대부분의 지역에서 "서구의 삶"을 사는 서독 텔레비전 시청이 가능해 탈주에 더욱 취약했다.

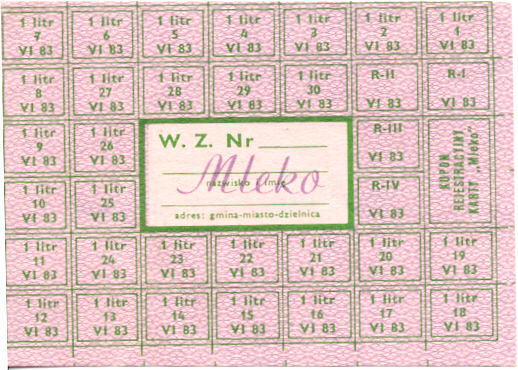
1983년 폴란드 인민공화국의 우유 배급 쿠폰 모습.

1960년대 이후 서유럽과 동구권간의 생활 수준 격차가 커지면서 탈주 압력이 더 커져갔다. 소비재, 공산품, 임금에 대한 불만이 서구권과 쉽게 비교되면서 더 강해졌다. 서독의 '친척'이나 동독 방문객이 외화로 구매할 수 있는 고급 상점인 인터숍(과 베료스카, 페벡스, 투젝스, 코레콤 등)에 전시된 상품의 품질은 동독 주민이 더 아래라는 인식을 강화시켰고 이는 동구권 국가 내 경제 상황 인식에도 영향을 주었다. 라이프치히 연구소의 발터 프리드리히 소장은 "자국의 단점과 약점(소비재 및 예비부픔 공급 문제, 미디어 정책, 장미빛 시각, 진정한 민주적 참여 등)이 점점 부각되며 더 날카로운 비판을 받고 있다. 사회주의의 우월성에 대한 의구심이 점점 늘어나고 있다"고 말했다. 슈타지의 보고서에서는 일을 위해 서독으로 여행할 수 있는 특권을 받은 한 개인이 "'압도적인 가용범위의 상품에 대한 이야기 혹은 동독 상품이 헐값에 팔리고 있다"고 불평한다는 말이 담겨 있다.
소련에서의 탈주 시도는 두 가지 법률의 적용을 받았다. 하나는 여권 없는 불법 해외 여행은 목적지가 다른 동구권 국가라고 하더라도 징역 1-3년에 처해질 수 있는 범죄였으며, 비 동구권 국가로의 불법 이주 및 귀국거부는 국가에 대한 반역죄로 간주되었다. 이러한 탈주 유혹을 없애기 위해 소련은 국경 통제에 막대한 투자를 했으며 국경 지역 접근에 관한 기나긴 형사법 조항을 만들었다. 아르메니아로 돌아가러는 아르메니아인 외에는 1950-60년대 소련에서 거의 이민자가 나타나지 않았다. 1973년 미국 의회는 소련 이민 정책의 자유화를 무역장벽 해제의 조건으로 삼았고, 그 결과 대부분이 유대인인 소련인 37만명이 해외로 이주할 수 있었다. 두 번째 이민의 물결은 1986-87년 미하일 고르바초프가 집권하면서 유대인, 독일계, 아르메니아인, 그리스인, 오순절주의자들이 단체로 이민가기 시작했다.
다양한 국제 조약으로 소련 외의 동구권 국가들은 명시적으로는 이민을 금지하지 않았다. 다만 이민 신청자는 여권 사무소 외에 지역 경찰, 고용주, 국가주택정책청 등등 시간이 오래 소요되는 일련의 관료제적 승인 절차를 도입해 실질적인 이민을 제한했다. 이민 신청은 국가 안보나 "국가의 이익"과 같은 여러 주관적인 이유로 항소권 없이 거부될 수 있었다. 수많은 절차가 행정적인 재량과 공개되지 않은 내규에 맡겨졌으며 수 년간의 절차 끝에 거부될 확률이 매우 높았다. 소련과 마찬가지로 다른 동구권 국가들도 허가 없이 자국을 떠나는 시도는 반역죄로 처벌될 수 있었으며 특히 알바니아와 루마니아는 탈주죄에 최대 사형을 부과했다. 1968년 바르샤바 조약군의 체코슬로바키아 침공의 혼란 속에서 가족이 난민과 합류하기 위해 출국을 신청할 당시에도 체코슬로바키아 정부는 "체코슬로바키아 국민이 해외에서 장기간 개인적으로 체류하는 일을 허용하는 것은 국가의 이익에 반하며 여기에는 이민도 포함된다"라고 말해 거부했다. 하지만 이민은 제한적으로 유명한 반체제 인사의 출국을 서두르게 만드는 일종의 "방출 벨브"로도 이용되었다.
1964년 유고슬라비아는 유럽에서 시민의 이민을 허용하는 유일한 공산주의 국가였다. 그 외에는 1956년 헝가리 혁명, 1968년 바르샤바 조약군의 체코슬로바키아 침공, 폴란드 독립자치노동조합 '연대' 사건 및 1980년대 후반 동독, 불가리아, 알바니아에서 발생한 다양한 사건 등 국가적 위기 상황에서 '탈출'을 주장하며 난민을 인정받은 사람들 정도가 있었다.

### 1975년 헬싱키 협정과 제한 전략

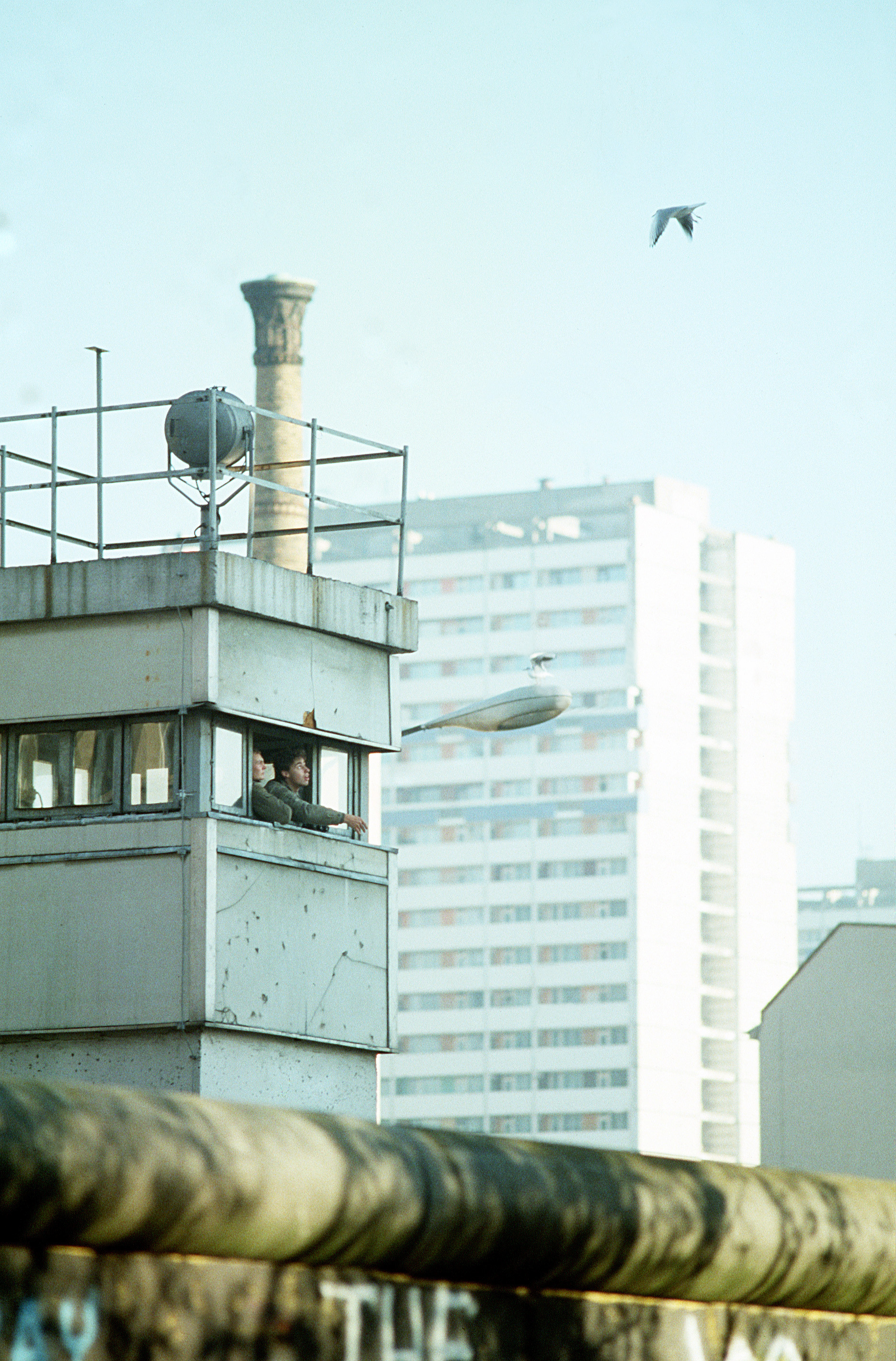
베를린 장벽의 감시탑의 모습.

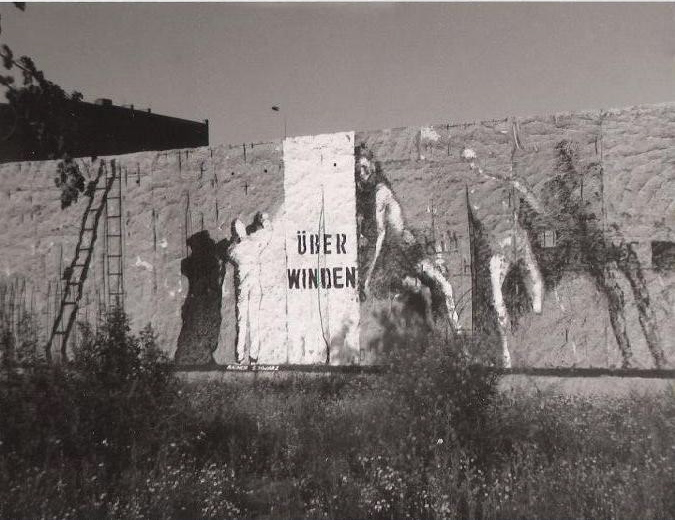
'후방장벽'은 동베를린 쪽에 있었으며 장벽 사이에는 지뢰와 기타 장애물로 가득 찬 "죽음의 띠" 구간이 있었다.

1975년 헬싱키 협정은 동구권, 미국, 캐나다를 포함한 대부분의 유럽 국가가 체결한 냉전시대의 중요한 협정이다. 헬싱키 협정에서는 다양한 영토협상과 국경 분쟁, 인권 문제, 무력 위협 및 기타 여러 항목을 다뤘다. 헬싱키 협정의 '세번째 주제'에서는 해외 여행, 가족과의 접촉, 정보의 자유에 관한 권리를 옹호하고 문화교류를 촉진하겠다는 약속이 담겨 있었다. 동독에서는 정부가 언론에게 이 조항에 대해서 별다른 언급을 하지 못하게 넘겼지만, 여러 이민 희망자들이 헬싱키 협정을 이용해 출국 허가를 얻을 수 있다는 사실을 서서히 인식하게 되면서 1970년대 후반에는 7,200명 가량이 첫 출국허가를 신청했다.
서독은 대규모 외채허가를 포함해 여러 재정 지원을 댓가로 폴란드에서 일부 독일인의 출국을 이끌어내는데 성공했다.:9 비슷하게 루마니아에게도 출국을 허용한 독일인 1명당 5,000 독일 마르크(DM) 고정금액을 지급했고 이 지급금은 1983년에는 7천 마르크로, 1988년에는 11,000 마르크로 늘어났다.:9 동독은 서독이 1인당 7만 마르크를 제공하는 댓가로 서독으로 정치범 7만명을 망명 허가하였으며 이를 통해 동독은 재정 위기에 처했을 때 34억 마르크의 수입을 얻을 수 있었다. 동독은 석방 대가로 받은 돈을 몸값이 아니라 이 정치범들이 사회주의 체제에 가한 피해에 대한 보상과 교육비용 상환금으로 인식했다. 하지만 이렇게 일부를 합법적으로 출국시키는 일은 보통의 인민이 이민권을 위해 강력하게 움직이는 등 장기적인 위협을 포함해 여러 다양한 위험성을 내포했다. 1988년 중앙위원회는 "이런 시도를 막기 위해 필요한 노력이 많은 사람에게 보이지 않는다", "이런 현상에 반대하는데 필요한 지배적인 분위기가 아직 만들어지지 않았다" 라거나 "노동조합 간부나 단장들은 때때로 일반 시민에게서부터 왜 이민이 허용되지 않는 것인지 이해하지 못한다고 듣는다"라는 말이 나온다며 경고했다.
정권의 전략은 출국 신청서를 선별적으로 승인하고 오랜 기간 지연시키기를 사용했고, 이 가운데 신청자는 모욕과 좌절을 느끼며 몇년간 있지도 않을 출국날짜를 기다리게 만들었다. 또한 출국을 대기하는 동안 신청자는 공개적인 차별을 받아 직장에서 해고되거나 강등당했으며, 대학 진학이 거부되고 여권을 포기해야 했으며 거주국 내에서도 여행권이 거부되기도 했다. 1984년에는 체코슬로바키아인 25명이 프라하의 서독 대사관을 점거해 서독으로의 망명 승인을 요구했으며, 동독인 7명이 서베를린의 미국 대사관 산하 도서관을 점거해 망명 승인을 요구하기도 했다. 정부가 이에 한 발 물러나자 그 해 합법적인 이민자 비율이 급격하게 늘어났고 출국 신청 57,600건 중 29,800건이 승인되었다. 조직화된 소규모의 자원자들은 이미 1970년대 후반부터 합법적인 이민을 요구하는 집회를 열기 시작했다. 1980년대 후반까지 계속 동서독 간 경제적 격차가 늘어나면서 서독 시민권이 점점 매력적으로 보이며 집회와 이민 신청자수가 늘어나기 시작했고 정부는 신청자 증가에 대처할 방법을 찾지 못했다. 1980년대 후반에는 비자 보조금이 늘어나면서 1988년 시위에 가담한 시민들에게 신청 우선순위를 부여하기로 결정하면서 집회가 더욱 확대되는 요인을 가져왔다. 동독의 독일 사회주의통일당(SED)은 "이민 문제는 [동독] 발전의 근본적인 문제로 자리잡고 있으며" 또한 이 문제가 "당정책의 무결성에 대한 믿음을 약화시킬 위험성이 있다"고 말했다. 이런 움직임은 사회주의가 당면한 문제를 해결할 수 있을지, 또한 이 체제가 미래에도 좋을 지에 대한 신뢰도 점점 사라지게 만들었다.

### 자유화
1980년대 후반 헝가리는 55세 이상 시민의 출국을 허용했고 여행 허가 횟수를 늘렸으며 가족 재결합을 위한 이민을 자유화했다. 루마니아도 가족 재결합을 위한 이민을 자유화했다. 1980년대 중반 동독은 정치범 서방으로 석방하는 댓가를 받는 프로그램을 확대하여 "가족 재결합"을 위한 이민도 합법화했다. 정치범 석방 지불금이 점점 더 늘어나서 동독은 국가 경제계획에 있어서 정치범 지불금 수입이 대부분을 차지하기 시작했다. 1989년 혁명으로 이민 제한이 풀리면서 동독에서는 헝가리, 체코슬로바키아, 폴란드 등 제3국을 통해 서독으로 이주하는 사람들이 급증했고, 국경 폐쇄로 시위가 일어나면서 동독 정부의 붕괴가 가속화되었다.
1985년에는 정체 시대 이후 개혁파인 소련 지도자 미하일 고르바초프를 통해 자유화 추세가 가속화한다는 신호를 보냈다. 1986년 여행 자유화가 시행되자 이민이 급증했다.:9 동구권에서 독일인의 이민은 1986년 42,786명에서 1988년 202,673명으로 급증했다.:9 소련은 심각한 경제침체 상태였고 서방의 기술이 필요했다. 해외의 위성국을 향한 보조금은 쇠락한 소련 경제를 더욱 압박했다.
1986년 고르바초프가 소련에 글라스노스트(개방 정책)를 실시하고 페레스트로이카(경제 개혁)의 필요성을 강조하면서 대대적인 개혁이 시작되었다. 글라스노스트는 개방과 정치적 비판의 자유화를 주창했지만 당시에는 집권세력의 정치적 견해에 허용되는 범위 내에서만 이 개방이 허용되었다. 동구권의 일반 시민에게는 여전히 비밀경찰과 정치적 탄압의 위협을 받았다.
고르바초프의 개혁정책이 오래 가지 못할 것이라 믿었던 동독의 에리히 호네커, 불가리아 인민공화국의 토도르 지프코프, 체코슬로바키아 사회주의 공화국의 구스타우 후사크, 루마니아 사회주의 공화국의 니콜라에 차우셰스쿠와 같은 정통 공산주의 지도자들은 변화 요구를 계속 무시했다. 동독의 한 정치국원은 "이웃집이 새 벽지를 붙였다고 해서 우리도 그래야 한다는 것은 아니다"라고 말하기도 했다.

### 혁명과 자유 이민

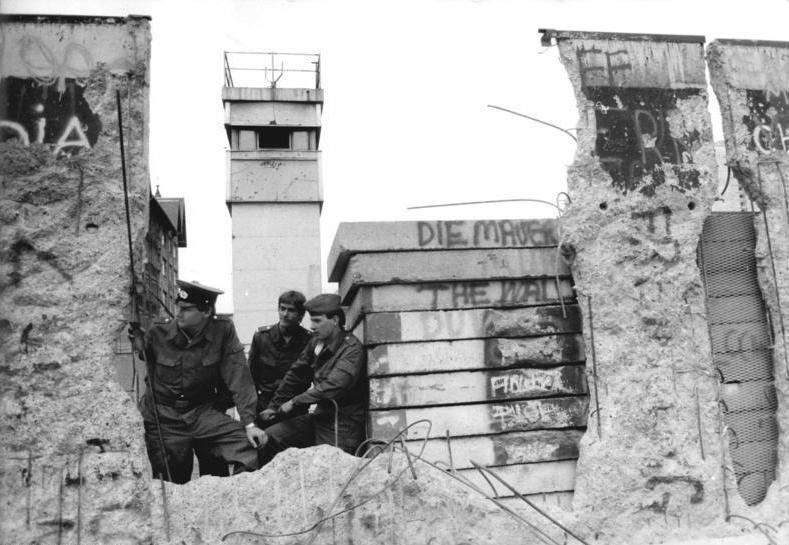
1990년 4월 19일, 무너진 베를린 장벽을 통해 밖을 바라보는 동독 국경수비대의 모습.

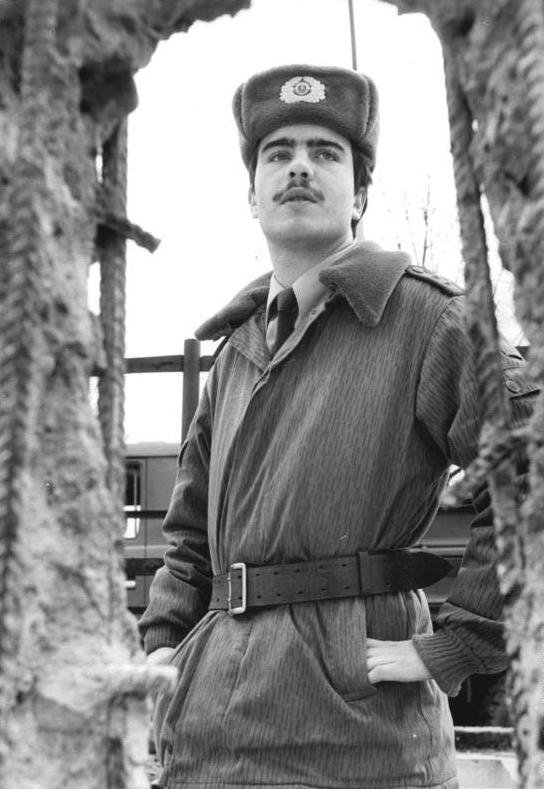
1990년 1월 17일, 베를린 장벽의 구멍을 통해 바라본 동독 국경수비대의 모습.

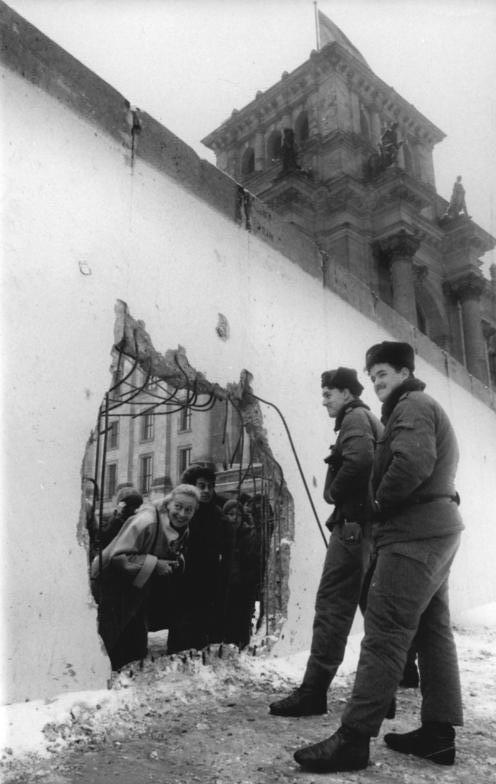
1990년 1월 5일, 장벽의 뚫린 구멍을 통해 동독 국경수비대를 바라보는 서베를린 주민의 모습.

1989년부터 소련은 바르샤바 조약 기구 동맹국의 내정에 간섭하지 않겠다며 브레즈네프 독트린을 폐기했는데, 이를 이를 노래 《My Way》에서 따와 농담조로 시나트라 독트린이라 부르기도 했다. 또한 이 시기에는 "국민국가의 가을"이라고도 불리는 1989년 혁명의 물결이 동구권을 덮쳤다. 1989년 4월 폴란드 인민공화국에서는 독립자치노동조합 '연대'가 합법화되어 총선에 참여할 수 있었고 1989년 폴란드 총선거에서 폴란드 상원 100석 중 99석(1석은 무소속)을 휩쓸었다. 헝가리에서는 1980년대부터 지속적인 경제개혁과 제한된 정치적 자유화는 달성되었지만 1988년 카다르 야노시 헝가리 공산당 총서기의 사임 이후에서야 대규모 개혁이 이뤄졌다.
1989년 9월 헝가리 인민공화국은 오스트리아 국경에 세운 국경철책을 철거했다. 그 다음달에는 헝가리에 있던 동독 관광객 13,000명이 오스트리아로 탈출했고, 헝가리 정부는 추가적인 동독인의 국경 통과를 막고 동독인을 부다페스트로 되돌려보냈다. 동독에서는 해외여행의 자유와 민주정부 선출의 권리 등을 요구하는 동독 월요 시위가 시작되었다. 체코슬로바키아로 여행할 권리를 요구하는 동독 주민과 관련하여 서독의 외무부 장관이었던 한스디트리히 겐셔는 동독을 먼저 통과해야 하는 열차를 타고 서독으로 여행할 수 있도록 하는 협상을 타결했다. 10월 초에는 드레스덴 중앙역을 통과하는 열차에서 경찰병력이 열차에 뛰어내리러는 사람들을 막아야 했다.
1989년 10월 9일, 동독 건국 40주년 기념식이 끝난 직후 수천 명의 시위대가 동베를린의 니콜라이 교회에 모여 "우리가 인민이다!"(Wir sind das Volk!)를 거센 시위가 시작되었다. 일부 시위대가 체포되긴 했지만 보안군의 대규모 개입 위협은 현실화되지 않았고, 당시 독일 사회주의통일당의 지역당 당수였던 헬무트 하켄베르크 외 당지도부는 동베를린으로부터 이런 행동에 어떻게 대응해야 할지 명령을 전달받지 못했다. 그 다음주에는 30만명이 넘는 사람이 모여 대규모 시위가 열렸다. 하지만 동독의 지도자 에리히 호네커는 여전히 내부 개혁에 완강히 반대했고 심지어 반체제적으로 간주된 소련 출판물의 유통을 금지하는 조치도 취했다. 계속되고 점점 늘어나는 시민의 불만에 집권당인 사회주의통일당은 10월 중순 호네커를 지도자 자리에서 해임시키고 에곤 크렌츠가 그 뒤를 이어받았다.
이후 대규모 난민 행렬이 동독을 떠나 체코슬로바키아를 거쳐 서독으로 향했는데, 이는 신임 크렌츠 정부가 용인했으며 체코슬로바키아도 이에 합의했다. 복잡한 상황을 완화하기 위해 크렌츠가 이끄는 동독 정치국은 11월 9일 동독 주민들이 다음날부터 서베를린으로 바로 이동할 수 있도록 허용하기로 결정했다. 하지만 정부 대변인인 귄터 샤보프스키는 이 소식을 잘못 전하며 동독 주민이 즉시 서독으로 바로 떠날 수 있다고 발표했다. 소문이 퍼지면서 규정이 시행되기 전인 11월 9일 밤부터 수만 명의 동베를린 주민이 장벽을 따라 설치된 체크포인트 찰리 외 여러 검문소에 몰려들어 서베를린으로 넘어갔다. 놀라면서 당황한 국경수비대원은 상부에 바쁘게 전화를 걸었지만, 당시 동독 정부 요인 중 누구도 개인적인 책임을 지고 유혈 진압 명령을 내릴 사람이 없었기 때문에 수적으로 열세인 군인이 엄청난 수의 동독 주민을 막아낼 방법이 없었다. 따라서 누가 먼저 명령을 내렸는지는 아직까지 논란이지만 국경 검문소가 개방되기 시작했다.
체코슬로바키아 사회주의 공화국에서는 프라하에서 학생 시위가 진압된 이후에도 시위 세력이 점점 커지며 자유를 요구하는 약 50만명의 체코인과 슬로바키아인이 시위를 벌였다. 1989년 11월 27일에는 체코슬로바키아의 모든 시민이 참여한 2시간의 총파업이 이어졌다. 12월 초에는 서독과 오스트리아 국경에 세워졌던 철조망과 기타 장애물이 치워졌다. 다음 날인 11월 28일에는 체코슬로바키아 공산당이 집권정당에서 내려오고 일당 국가 체제도 끝내겠다고 발표했다. 12월 10일 구스타우 후사크 대통령이 체코슬로바키아에서 처음으로 비공산당 내각을 임명하며 사임했고 벨벳 혁명이 이뤄졌다.
불가리아 인민공화국에서는 베를린 장벽이 붕괴되기 시작한 다음 날인 1989년 11월 10일 불가리아의 오랜 지도자였던 토도르 지프코프이 정치국의 결정으로 축출되고 뒤를 이어 페터르 믈라데노프가 집권했다. 1990년 2월 불가리아 공산당은 자발적으로 권력을 포기했고 1990년 6월에는 1931년 이후 처음으로 자유선거가 실시되어 공산당 온건파가 승리했으며 이들은 불가리아 사회당을 창당했다.
다른 동구권 국가와는 달리 루마니아 사회주의 공화국은 약간의 탈스탈린화도 겪지 않았다. 1989년 11월 차우세스쿠는 71세의 나이로 루마니아 공산당의 지도자 자리에 재취임했고 그는 동유럽을 휩쓸고 있는 반공 봉기를 잠재우겠다는 의지를 표명했다. 차우세스쿠가 이란 국빈 방문을 준비하던 1989년 12월 16일, 루마니아의 보안국인 세쿠리타테는 정권에 불쾌한 설교를 했다는 이유로 헝가리 출신의 칼빈주의 목사였던 라스즐로 토케스를 체포하고 추방할 것을 명령했다.
체포 이후 루마니아에서 소요사태가 발생했다. 이란에서 돌아온 차우세스쿠는 부쿠레슈티의 공산당 본부 앞에서 자신을 지지하는 대규모 집회를 열라고 명령했다. 하지만 차우세스쿠의 연설에 군중들이 야유했고 그는 충격을 받았다. 이후 약 10만명의 시위대가 국립 오페라 광장을 점거하고 "우리가 인민이다!"("Noi suntem poporul!"), "군대는 우리 편이다!"("Armata e cu noi!"), "두려워하지 마라, 차우세스쿠는 무너질 것이다!"("Nu vă fie frică, Ceauşescu pică!") 등의 구호를 외쳤다. 루마니아 군부도 편을 바꿔 차우세스쿠를 공격하기 시작했고 차우세스쿠는 사흘 후 간단한 재판 끝에 처형되었다.
알바니아 사회주의 인민공화국에서는 1990년 7월 13일에 16세 이상의 모든 알바니아 국민이 해외 여행을 위한 여권을 소지할 수 있도록 하는 새로운 규정이 통과되었다. 그 사이 수백명의 알바니아 국민이 외국 대사관 주변에 모여 정치적 망명을 신청하며 알바니아를 탈주했다.
엄밀히 말하면 베를린 장벽은 1989년 11월 9일 이후에도 한동안 경비가 유지되긴 했지만 그 강도는 매우 약해졌다. 1990년 6월 13일 동독군은 베르나우어 스트라세에서 공식적인 장벽 해체가 시작되었다. 7월 1일에는 동독이 서독 화폐를 사용하기 시작하며 모든 국경 통제가 중단되었으나 그 이전에도 한동안 독일 내 국경의 존재는 무의미했다. 이 달에는 서독의 총리인 헬무트 콜이 고르바초프를 설득하여 독일이 소련에 막대한 재정 원조를 제공하는 댓가로 나토 내에서 통일 독일에 대한 소련의 반대를 철회하도록 이끌었고, 이 결과 독일 통일의 마지막 장애물이 사라졌다.

## 망명자

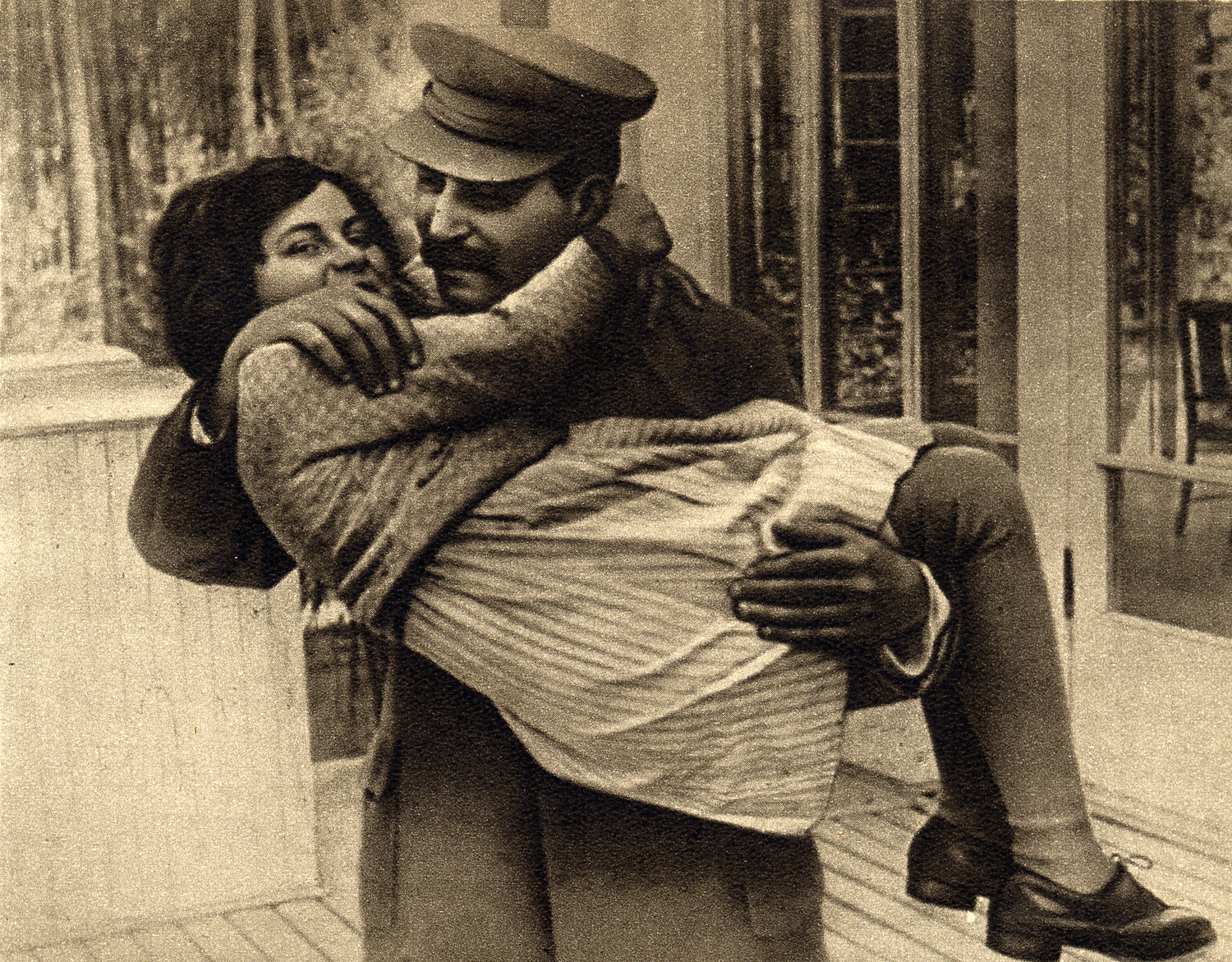
이오시프 스탈린의 딸인 스베틀라나 알릴루예바가 1935년 같이 사진을 찍은 모습. 알릴루예바는 1967년 뉴델리를 거쳐 미국으로 망명하여 소련 정부와 스탈린 정권을 비판했다. 1984년에는 소련으로 돌아와 소련 시민권을 신청하고 부여받았다.

### 탈주자
대부분의 경우 해외 이동이 동구권에서는 엄격하게 제한되었지만, 국경수비대를 피하기 위해 기발한 방법을 사용하는 여러 탈주자로 인해 이민자가 꾸준히 발생했다. 일부는 동독의 경비병이나 군인이 직접 서방으로 탈주하기도 했다. 이들 중 일부는 군용 차량을 사용하여 베를린 장벽을 부수고 탈주하기도 했다. 동독 정부는 사회주의 국가를 떠나러는 모든 사람들을 '공화국탈주자'(Republikflucht)라고 불렀다. 공화국탈주는 범죄행위로 간주되어 큰 처벌을 받았다. 이런 이주제한을 설명하기 위해 1955년 독일 사회주의통일당이 당내 선전부에서 발행한 책자에 따르면 공화국탈주에 대해 "동독을 떠나는 행위는 정치적, 도덕적 후진성과 타락행위"라고 하며 "독일 전역의 노동자들이 평화를 위한 강력한 보루인 동독을 떠나 독일 국민의 치명적인 적인 제국주의자와 군국주의자에게 부역하는 사람들에 대해 처벌을 요구해야 한다"고 주장하기도 했다. 더욱이 동독의 요새화된 국경을 통해 탈출을 시도하면 부상이나 사망할 위험이 높았다. 베를린 장벽을 넘어 탈출을 기도하다 사망한 사람들은 136명에서 200명 이상으로 추정된다. 약 75,000명이 체포되거나 수감되었다.

### 하이재커
1970년 6월 15일 유대인 탈주자 12명이 소련에서 탈출하기 위해 비행기 납치를 시도하다 체포되어 주동자 2명에게 사형이 선고되는 등 강력한 처벌을 받았으며 나중에 노동수용소 15년형으로 감경되었다. 1970년에서 1971년 사이에 아르메니아, 소련, 리투아니아에서 최소 6건의 항공기 납치 사건이 발생했다.
동독 시민이 서독으로 망명하기 위해 여객기를 납치한 사건은 총 3번 있었으며 그 중 가장 대표적인 사건은 1978년 LOT 폴란드 항공 납치 사건이다.

### 유명 망명자
동구권의 유명한 망명자로는 이오시프 스탈린의 딸인 스베틀라나 알릴루예바(1984년 소련으로 돌아옴), Mig-25 조종사 빅토르 벨렌코(일본 미그기 망명 사건), 유엔 사무차장 아르카디 솁첸코, 체스 그랜드마스터 빅토르 코르치노이, 발레선수 루돌프 누레예프, 미하일 바리시니코프, 나탈리야 마카로바, 알렉산드르 고두노프 등이 있다. 동독의 유명한 망명자로는 작가 볼프강 레온하르트, 베를린 장벽이 건설중일 때 뛰어넘는 사진으로 유명한 콘라트 슈만, 축구선수 외르크 베르거가 있다. 체스 세계 챔피언인 보리스 스파스키도 망명에 가까운 방식으로 프랑스로 이주했다.
언론에서는 고위급의 망명을 보도했지만 눈에 띄지 않는 망명은 일반적으로 보도하지 않았다. 비공개적인 수면 아래의 망명자수가 어느 정도인지는 알려지지 않았다.

## 같이 보기
- 소비에트 제국
- 소련의 군사점령
- 구소련 국가
- 철의 장막
- 서양
- 동구권의 전화 도청
- 소련 및 동구권의 망명자 목록
- 북한이탈주민

## 참고 문헌
- Black, Cyril E.; English, Robert D.; Helmreich, Jonathan E.; McAdams, James A. (2000), 《Rebirth: A Political History of Europe since World War II》, Westview Press, ISBN 0-8133-3664-3
- Böcker, Anita (1998), 《Regulation of Migration: International Experiences》, Het Spinhuis, ISBN 90-5589-095-2
- Cook, Bernard A. (2001), 《Europe Since 1945: An Encyclopedia》, Taylor & Francis, ISBN 0-8153-4057-5
- Crampton, R. J. (1997), 《Eastern Europe in the twentieth century and after》, Routledge, ISBN 0-415-16422-2
- Council of Europe (1992), 《People on the move: new migration flows in Europe》, Council of Europe, ISBN 92-871-2021-8
- Dale, Gareth (2005), 《Popular Protest in East Germany, 1945–1989: Judgements on the Street》, Routledge, ISBN 0-7146-5408-6
- Dowty, Alan (1989), 《Closed Borders: The Contemporary Assault on Freedom of Movement》, Yale University Press, ISBN 0-300-04498-4
- Dowty, Alan (1988), “The Assault on Freedom of Emigration”, 《World Affairs》 151 (2)
- Graubard, Stephen R. (1991), 《Eastern Europe, Central Europe, Europe》, Westview Press, ISBN 0-8133-1189-6
- Grenville, John Ashley Soames (2005), 《A History of the World from the 20th to the 21st Century》, Routledge, ISBN 0-415-28954-8
- Hardt, John Pearce; Kaufman, Richard F. (1995), 《East-Central European Economies in Transition》, M.E. Sharpe, ISBN 1-56324-612-0
- Harrison, Hope Millard (2003), 《Driving the Soviets Up the Wall: Soviet-East German Relations, 1953–1961》, Princeton University Press, ISBN 0-691-09678-3
- Krasnov, Vladislav (1985), 《Soviet Defectors: The KGB Wanted List》, Hoover Press, ISBN 0-8179-8231-0
- Laqueur, Walter (1994), 《The dream that failed: reflections on the Soviet Union》, Oxford University Press, ISBN 0-19-510282-7
- Lipschitz, Leslie; McDonald, Donogh (1990), 《German unification: economic issues》, International Monetary Fund, ISBN 1-55775-200-1
- Loescher, Gil (2001), 《The UNHCR and World Politics: A Perilous Path》, Oxford University Press, ISBN 0-19-829716-5
- Miller, Roger Gene (2000), 《To Save a City: The Berlin Airlift, 1948–1949》, Texas A&M University Press, ISBN 0-89096-967-1
- Nekrich, Aleksandr Moiseevich; Ulam, Adam Bruno; Freeze, Gregory L. (1997), 《Pariahs, Partners, Predators: German–Soviet Relations, 1922–1941》, Columbia University Press, ISBN 0-231-10676-9
- Marshall, Barbara (2000), 《The new Germany and migration in Europe》, Manchester University Press, ISBN 0-7190-4336-0
- Mynz, Rainer (1995), 《Where Did They All Come From? Typology and Geography of European Mass Migration In the Twentieth Century; EUROPEAN POPULATION CONFERENCE CONGRESS EUROPEAN DE DEMOGRAPHE》, United Nations Population Division
- O'Neil, Patrick (1997), 《Post-communism and the Media in Eastern Europe》, Routledge, ISBN 0-7146-4765-9
- Pearson, Raymond (1998), 《The Rise and Fall of the Soviet Empire》, Macmillan, ISBN 0-312-17407-1
- Pollack, Detlef; Wielgohs, Jan (2004), 《Dissent and Opposition in Communist Eastern Europe: Origins of Civil Society and Democratic Transition》, Ashgate Publishing, Ltd., ISBN 0-7546-3790-5
- Puddington, Arch (2003), 《Broadcasting Freedom: The Cold War Triumph of Radio Free Europe and Radio Liberty》, University Press of Kentucky, ISBN 0-8131-9045-2
- Roberts, Geoffrey (2006), 《Stalin's Wars: From World War to Cold War, 1939–1953》, Yale University Press, ISBN 0-300-11204-1
- Roht-Arriaza, Naomi (1995), 《Impunity and human rights in international law and practice》, Oxford University Press, ISBN 0-19-508136-6
- Shirer, William L. (1990), 《The Rise and Fall of the Third Reich: A History of Nazi Germany》, Simon and Schuster, ISBN 0-671-72868-7
- Thackeray, Frank W. (2004), 《Events that changed Germany》, Greenwood Publishing Group, ISBN 0-313-32814-5
- Turnock, David (1997), 《The East European economy in context: communism and transition》, Routledge, ISBN 0-415-08626-4
- Wegner, Bernd (1997), 《From Peace to War: Germany, Soviet Russia, and the World, 1939–1941》, Berghahn Books, ISBN 1-57181-882-0
- Weinberg, Gerhard L. (1995), 《A World at Arms: A Global History of World War II》, Cambridge University Press, ISBN 0-521-55879-4
- Wettig, Gerhard (2008), 《Stalin and the Cold War in Europe》, Rowman & Littlefield, ISBN 978-0-7425-5542-6